# Carpinus laxiflora
Carpinus laxiflora — вид квіткових рослин з родини березових. Поширення: Японія (Хоккайдо, Сікоку, Хонсю, Кюсю), Корея (Північна й Південна).

## Опис
Цей вид зустрічається у вигляді дерев заввишки до 15 метрів. Цей вид зустрічається в лісах гірських районів. Використовується в бонсай, а рідко як паркове або вуличне дерево.

## Галерея

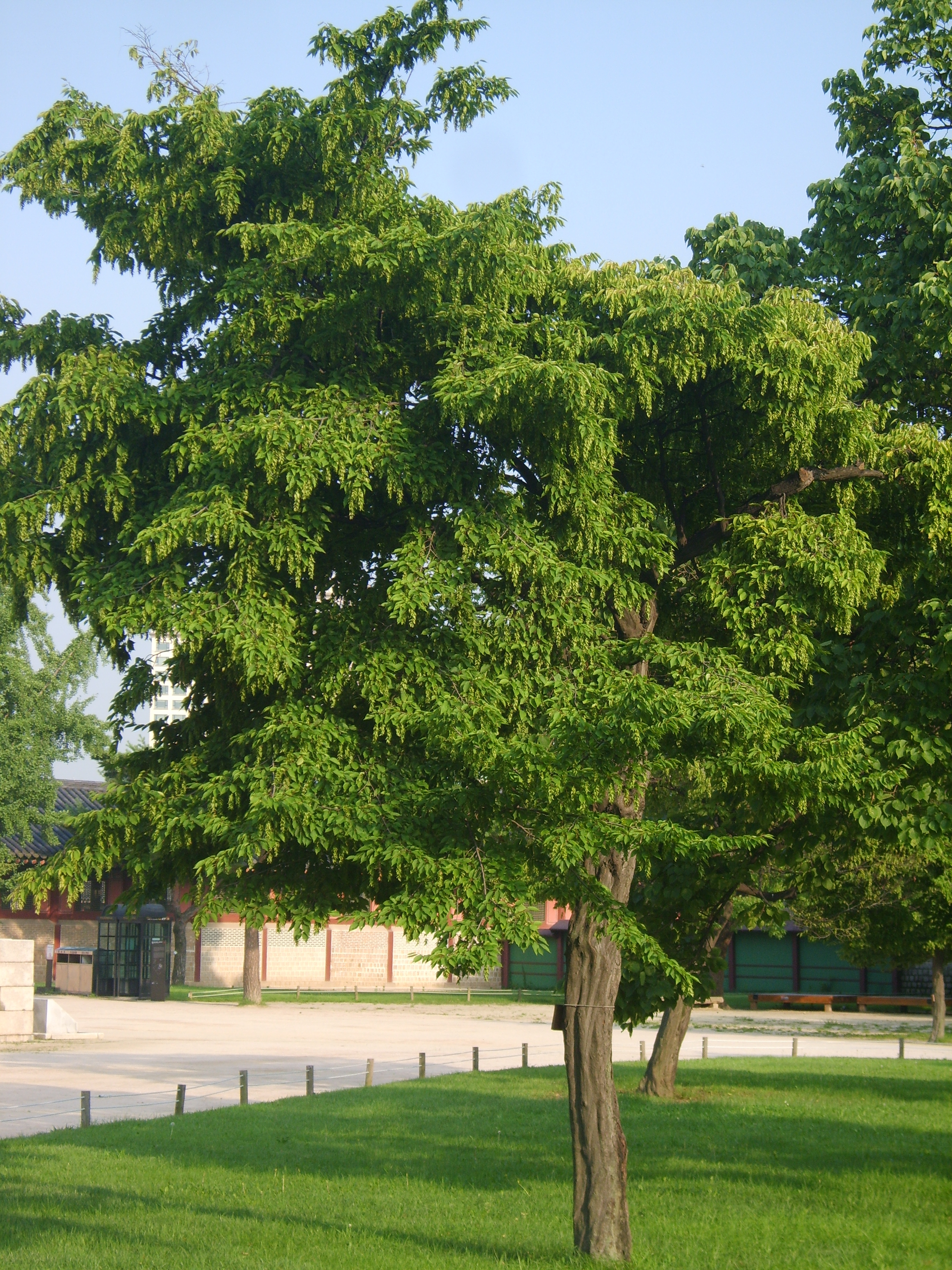
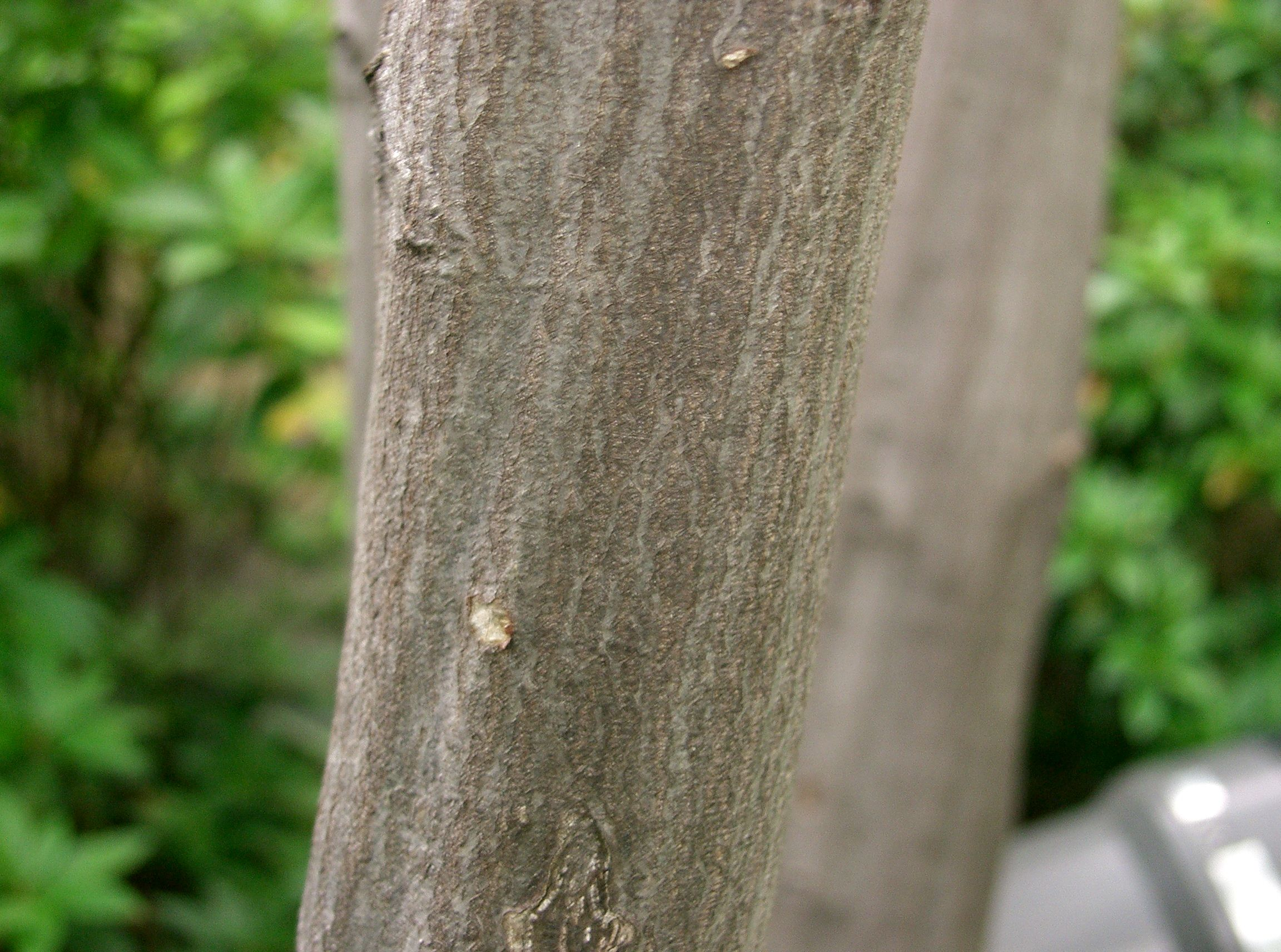
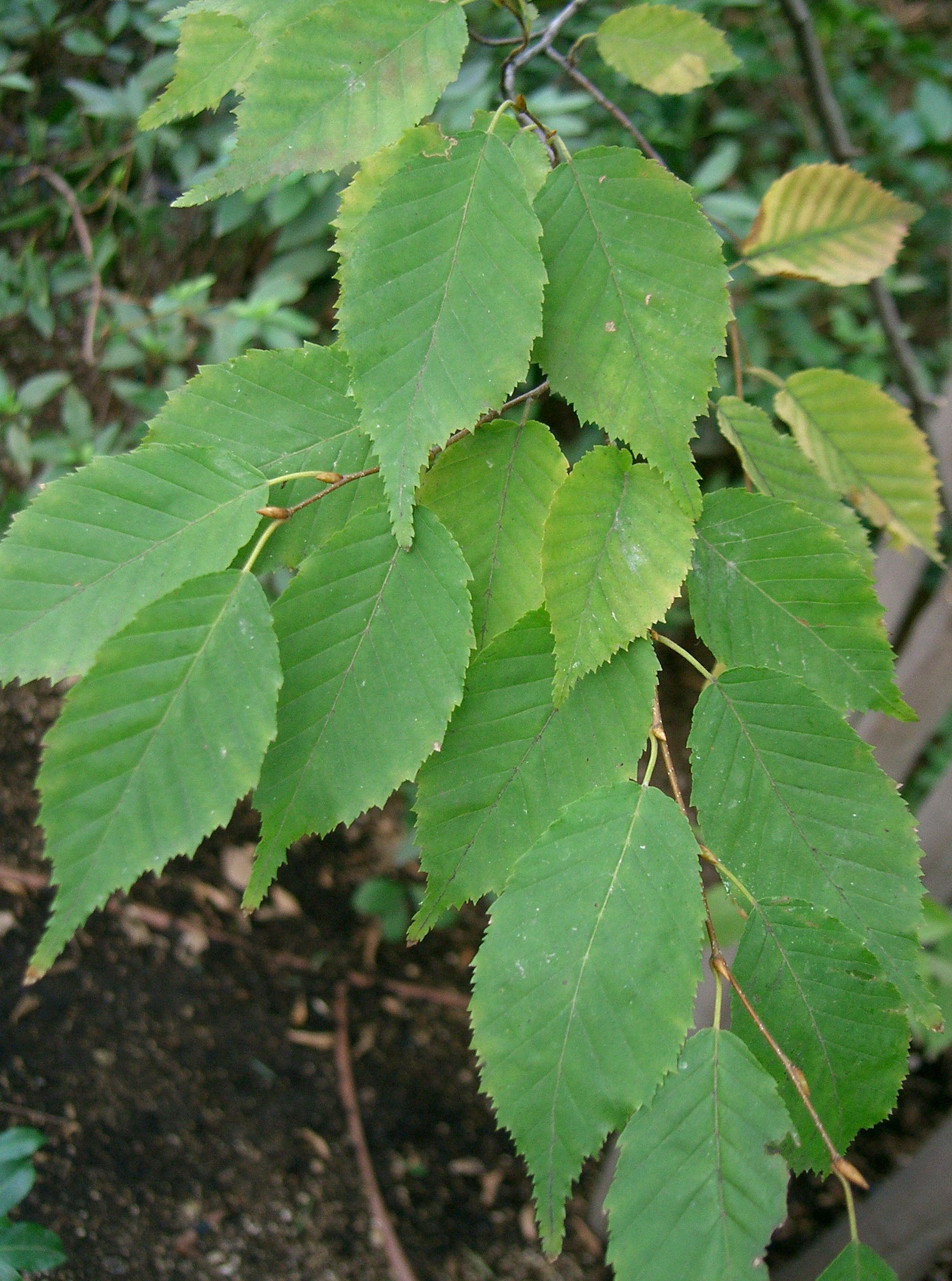
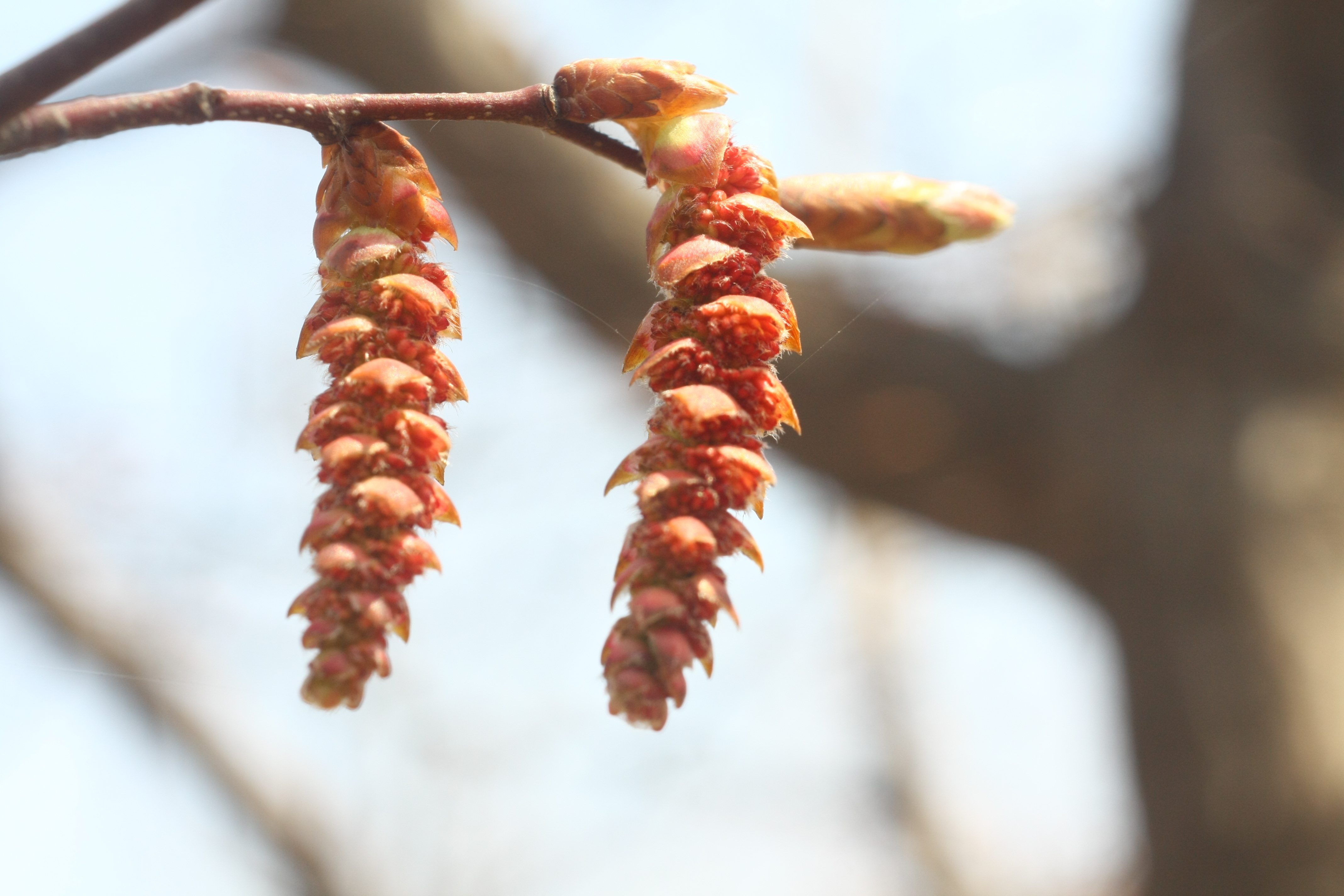